# Ericssonův–Braytonův cyklus
Ericssonův-Braytonův cyklus nebo Ericssonův-Braytonův oběh je ideální tepelný oběh sestávající z vratných změn. Ericssonův-Braytonův cyklus popisuje práci turbíny, kde přívod a odvod tepla je uskutečňován při konstantním tlaku. Takové přiblížení je možné použít pro stejnotlakou plynovou turbínu nebo spalovací turbínu.

## Diagram Eriksonova-Braytonova cyklu

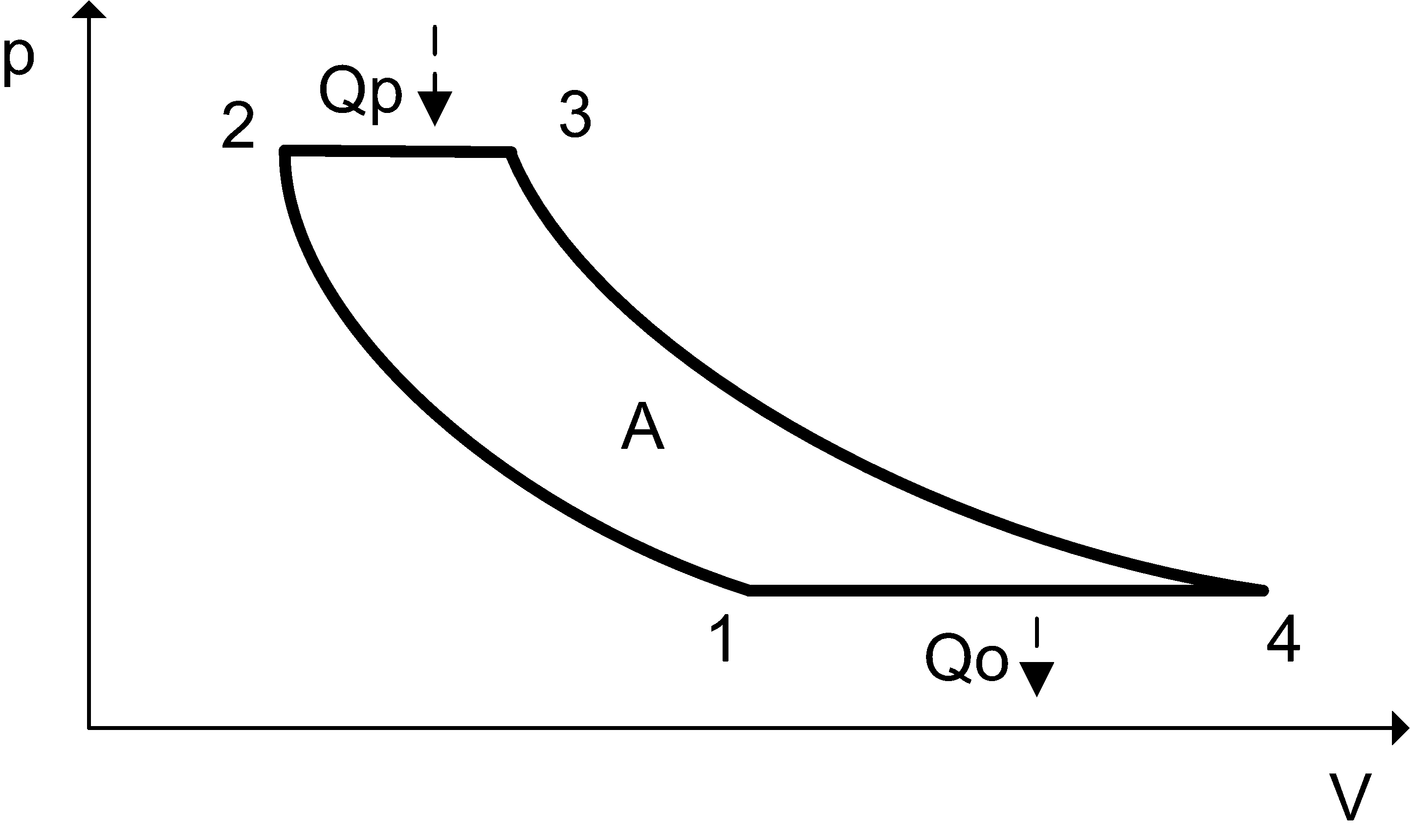
Znázornění Ericssonova-Braytonova cyklu v pV diagramu.

Jednotlivé fáze Ericssonovho-Braytonova cyklu znázorňuje diagram vyjadřující závislost tlaku na objemu (pV diagram). Zanesením všech čtyř fází cyklu do jednoho diagramu získáme oblast ohraničenou dvěma adiabatami a dvěma izobarami. Obsah této oblasti odpovídá práci vykonané strojem.
{\displaystyle A\equiv Q_{p}-Q_{o}}

## Odvození účinnosti Eriksonova-Braytonova cyklu
Předchozí vzorec vyplývá z užití prvního termodynamického zákona na jednotlivé děje v cyklu:
- křivka mezi body 1 a 2 – adiabatická komprese

{\displaystyle \Delta U_{12}=-W_{12};Q_{12}=0}
- křivka mezi body 2 a 3 – izobarický přívod tepla (expanze)

{\displaystyle \Delta U_{23}=-Q_{p}+W_{23}}
- křivka mezi body 3 a 4 – adiabatická expanze

{\displaystyle \Delta U_{34}=W_{34};Q_{34}=0}
- křivka mezi body 4 a 1 – izobarický odvod tepla (komprese)

{\displaystyle \Delta U_{41}=Q_{o}-W_{14}}
Přičemž při kompresi má práce, kterou koná stroj záporné znaménko a při expanzi kladné. Sečtením předchozích čtyř rovnic získáme:
{\displaystyle 0=\Delta U_{cyklu}=Q_{cyklu}+W_{cyklu}=-Q_{p}+Q_{a}+A}
Práce A strojem vykonaná v jednom cyklu, je také plochou ohraničenou v pV diagramu. Změna vnitřní energie během cyklu musí být nulová, protože U je stavová veličina.
Veličinu A spočteme poněkud komplikovaně pomocí plochy pod křivkou v pV diagramu:
{\displaystyle A=-W_{12}+W_{23}+W_{34}-W_{14}},
kde
{\displaystyle W_{12}=\int \limits _{V_{2}}^{V_{1}}p(V)dV=\int \limits _{V_{2}}^{V_{1}}p_{2}V_{2}^{k}V^{-k}dV=p_{2}V_{2}^{k}{\frac {1}{k+1}}(V_{1}^{-k+1}-V_{2}^{-k+1})}
{\displaystyle W_{34}=\int \limits _{V_{3}}^{V_{4}}p_{2}V_{3}^{k}V^{-k}dV=p_{2}V_{3}^{k}{\frac {1}{k+1}}(V_{4}^{-k+1}-V_{3}^{-k+1})}
{\displaystyle W_{23}=p_{2}.(V_{3}-V_{2})}
{\displaystyle W_{14}=p_{1}.(V_{4}-V_{1})},
kde tlak {\displaystyle p_{2}} přísluší bodům 2, 3 a {\displaystyle p_{1}} bodům 1 a 4. Symbol {\displaystyle k} označuje Poissonovu konstantu.
Dodané teplo vtpočítáme jako:
{\displaystyle Q_{p}=C_{V}.(T_{3}-T_{2})+p_{2}(V_{3}-V_{2})={\frac {C_{P}}{R}}p_{2}(V_{3}-V_{2})},
přičemž jsme užili stavovou rovnici ideálního plynu a Mayerův vztah. Účinnost nakonec po dlouhých úpravách spočítáme:
{\displaystyle \eta ={\frac {A}{Q_{p}}}=1-{\frac {V_{2}^{k-1}}{V_{1}^{k-1}}}}

## Účinnost Eriksonova-Braytonova cyklu
Účinnost Ericssonova-Braytonova cyklu závisí pouze na
- kompresním poměru, tj. poměru objemu ve stavu 1 k objemu ve stavu 2 (ε)
- exponentu adiabaty – Poissonově konstantě (k)

{\displaystyle \eta =1-{\frac {1}{\epsilon ^{k-1}}}=1-\epsilon ^{1-k}}
odvození účinnosti Ericssonova-Braytonova cyklu.